# Holman (Washington)
Holman az Amerikai Egyesült Államok északnyugati részén, Washington állam Pacific megyéjében elhelyezkedő kísértetváros.
Az Ilwaco Railway and Navigation Company egykori keskeny nyomtávú vasútvonala mentén fekvő település a James Duval Holman tulajdonában fekvő területen jött létre.

## Fordítás
- Ez a szócikk részben vagy egészben  a   Holman, Washington című angol Wikipédia-szócikk ezen változatának fordításán alapul.  Az eredeti cikk szerkesztőit annak laptörténete sorolja fel. Ez a jelzés csupán a megfogalmazás eredetét és a szerzői jogokat jelzi, nem szolgál a cikkben szereplő információk forrásmegjelöléseként.